# Rivière des Hurons (rivière Richelieu)
Pour les articles homonymes, voir Huron (homonymie).
La rivière des Hurons est un affluent du bassin de Chambly, un élargissement de la rivière Richelieu, juste au nord de la ville de Chambly. Son embouchure est située dans la municipalité de Saint-Mathias-sur-Richelieu, en la municipalité régionale de comté de Rouville, dans la région administrative de la Montérégie, au Québec, au Canada. La rivière des Hurons traverse la Municipalité régionale de comté (MRC) Les Maskoutains, la MRC de La Vallée-du-Richelieu, puis la partie ouest de la MRC de Rouville. 

## Géographie
La rivière débute son cours dans La Présentation du coté nord de autoroute 20.
La tête de la rivière s'abreuve de nombreux ruisseaux de la zone située au nord-ouest de Saint-Hyacinthe, Saint-Charles-sur-Richelieu, Sainte-Marie-Madeleine (paroisse) et Sainte-Madeleine (village)). Elle coule d'abord vers le nord-ouest puis bifurque vers le sud-est, coupe l'autoroute 20, passe près du Club de golf La Madeleine, coupe le chemin de fer du Canadien National et la route 116 à environ un km à l'ouest du village de Sainte-Madeleine puis passe dans Saint-Jean-Baptiste où elle passe entre le mont Rougemont et le mont Saint-Hilaire qu'elle contourne à distance. Puis coule presque tout droit jusqu'à la limite de Saint-Mathias-sur-Richelieu, tout près de la partie nord de l'ancien territoire de Sainte-Marie-de-Monnoir (fusionnée à Marieville en 2001). De là, cette petite rivière coupe Saint-Mathias-sur-Richelieu, en diagonale pour aller se jeter dans la rivière Richelieu au sud du village de Saint-Mathias-sur-Richelieu et au nord de la municipalité de Richelieu.
Dans son parcours d'environ 32 km, surtout en zones agricoles, la rivière est longée du côté est par la route 227 (Québec) (désignée « rang de la rivière Sud », dans la municipalité de Sainte-Marie-Madeleine). De l'autre côté de la rivière, la route est désignée « Rang de la rivière Nord ». Tandis que dans Saint-Mathias-sur-Richelieu, la route rivière des Hurons-Est longe la rivière jusqu'à son embouchure ; tandis que la route rivière des Hurons-Ouest longe sur un segment de l'autre côté de la rivière.

## Histoire
Tout comme dans l'ensemble de la vallée du Richelieu, ce sous-bassin versant était propice à la chasse, la pêche et l'agriculture dans la préhistoire amérindienne. Depuis plusieurs millénaires, ce territoire était fréquenté par des autochtones semi-nomades.
Les pionniers d'origine européenne et leurs descendants ont commencé à coloniser ce territoire dès la fin du XVIIe siècle, surtout aux abords de la rivière Richelieu.

## Toponymie
En octobre 1673, les premiers actes des concessions accordées par le seigneur de Chambly font référence à la « rivière appelée du huron ». Dans l'usage courant, ce potamonyme s'est transformé un siècle plus tard en « Rivière des Hurons ». Cette adaptation toponymique est mentionnée dans les actes dès 1773.
Au début de la colonie française au Canada, plusieurs bourgades iroquoïennes (iroquoises et huronnes) sont établies aux abords de la rivière Richelieu (principalement près de l'embouchure des cours d'eau), tirant avantage de la traite des fourrures avec les autorités françaises et le troc avec les communautés amérindiennes.
Dans l'histoire de la Nouvelle-France, plusieurs communautés autochtones venaient s'établir à proximité des centres de peuplement français par souci de sécurité et d'approvisionnement.
Le toponyme « Rivière des Hurons » a été officialisé le 5 décembre 1968 à la Banque des noms de lieux de la Commission de toponymie du Québec.